# Jesús en el islam ahmadía

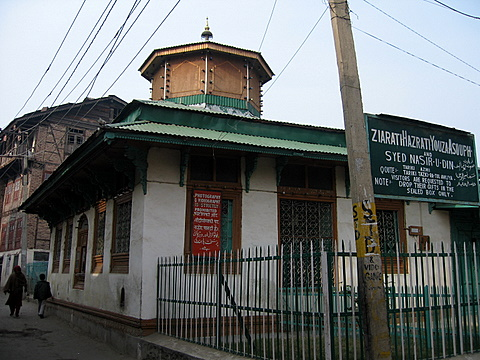
El santuario de Roza Bal en Srinagar, Cachemira, considerado por los musulmanes Ahmadi como la tumba de Jesús.

El Islam Ahmadiyya considera a Jesús (ʿĪsā) como un hombre mortal, totalmente humano, y un profeta de Dios nacido de la Virgen María (Maryam). Se entiende que Jesús sobrevivió  a la la crucifixión basada en el relato de los Evangelios canónicos, el Qurʾān, ḥadīth literatura, y revelaciones (Wahy y kas̲h̲f) a Mīrzā G̲h̲ulām Aḥmad. Después de haber entregado su mensaje a los israelitas en Judea, se entiende que Jesús emigró hacia el este para escapar de la persecución de Judea y que extendió su mensaje a las Tribus perdidas de Israel. En el islamismo ahmadiyya, se cree que Jesús murió de muerte natural en la India. Jesús vivió hasta la vejez y posteriormente murió en Srinagar,  Cachemira, y su tumba se encuentra actualmente en el santuario de Roza Bal.
Aunque comparten muchas similitudes con el resto de Visión islámica de Jesús, las enseñanzas ahmadiyya se diferencian de las creencias mantenidas por la mayoría de los musulmanes de la corriente principal, que niegan la crucifixión de Jesús y creen que éste ascendió corporalmente al cielo, y que, según los Libros sagrados islámicos, regresará antes de la Fin de los tiempos.
Los ahmadíes creen que las profecías en torno a la segundo advenimiento del mesías Jesús se cumplieron en la semejanza y la personalidad de Mīrzā G̲h̲ulām Aḥmad, quien inició la fundación del movimiento ahmadiyya.

## Resumen
Según las creencias Ahmadiyya, una interpretación literal de los milagros realizados por ʿĪsā (Jesús) en el Qurʾān (como crear pájaros y devolver la vida a los muertos) es inconsistente con el Corán y atribuye un estatus semidivino a Jesús. Esta comprensión se sustituye por una interpretación hermenéutica de los versos coránicos a cuenta de estos milagros. Por ejemplo, el hecho de que Jesús devolviera la vida a los muertos se entiende en el contexto de devolver la "vida espiritual" a las personas que estaban muertas espiritualmente.
Los eruditos ahmadi consideran que las interpretaciones islámicas contemporáneas relativas a la Segunda Venida de Jesús son inexactas. La creencia de que el propio Jesús de Nazaret regresará en carne y hueso desde el cielo se considera poco realista e imposible. El esperado regreso de un profeta israelita después del profeta islámico Muhammad contraviene la finalidad del profetismo de Muhammad, y por tanto de la dispensación islámica.
Como tanto el Qurʾān como la literatura ḥadīth contienen una ausencia del uso de términos que se refieran a un retorno o segunda venida en relación con el segundo advenimiento de Jesús durante el final de los tiempos, el movimiento Ahmadiyya considera estas profecías como puramente alegóricas. El movimiento considera que la expresión de la venida de Jesús es más bien a "semejanza" de Jesús. En otras palabras, la profecía del mesías de los últimos días acredita a una persona diferente en los últimos días que se levantaría con el mismo espíritu y las mismas proezas del profeta anterior Jesús.
Las profecías del ḥadīth de Jesús se entienden en el punto de vista ahmadiyya como indistintamente ligadas a las profecías de la venida del Mahdi. Ambos términos, Jesús Hijo de María y Mahdi (tal como se utilizan en el hadiz islámico y en la literatura escatológica), designan dos títulos para la misma persona.

## Historia
Ghulām Ahmad, en su tratado «Jesús en la India» (Urdu: Masih Hindustan Mein), propuso que Jesús sobrevivió a la crucifixión y viajó a la India después de su aparente muerte en Jerusalén.
La opinión de que Jesús había viajado a la India había sido expuesta antes de la publicación de Mirza Ghulam Ahmed, sobre todo por Nicolas Notovitch en 1894. Mirza Ghulam Ahmad rechazó expresamente la teoría de una visita previa a la crucifixión que había propuesto Notovitch, argumentando en cambio que los viajes de Jesús a la India tuvieron lugar después de sobrevivir a la crucifixión.
La primera respuesta en inglés a los escritos de Ahmad llegó en un libro de Howard Walter, un pastor estadounidense que hablaba urdu en Lahore, The Ahmadiyya Movement (1918). Walter, al igual que otros estudiosos posteriores, identificó la versión islámica de la historia de Barlaam y Josafat como la principal de las pruebas de Ahmad, a pesar de que los cuatro capítulos de su libro están organizados en torno a las pruebas de los Evangelios, el Corán y los hadices, la literatura médica y los registros históricos, respectivamente.
En sus escritos Mirza Ghulam Ahmad elaboró que la tumba de Roza Bal en Srinagar, que según los lugareños de la región de Srinagar contiene la tumba de un santo judío conocido como Yuz Asaf, es la tumba de Jesús de Nazaret.
La enseñanza fue investigada más a fondo por los misioneros ahmadi. Khwaja Kamal-ud-Din|Kamal ud-Din y Khwaja Nazir Ahmad (1952), que añadieron a la teoría de Notovitch su primera visita anterior.
Aunque el material de Notovitch y Ahmad ha sido refutado por algunos historiadores, como el indólogo Günter Grönbold (1985) y Norbert Klatt (1988), ha sido apoyado por otros como la arqueóloga Fida Hassnain y el escritor Holger Kersten.

### Otras publicaciones
Los musulmanes ahmadíes han publicado extensamente sobre el tema de la muerte natural de Jesús, ampliando el trabajo de Ghulam Ahmad a la luz de los nuevos descubrimientos arqueológicos e investigaciones históricas. En 1978, Mirza Nasir Ahmad, el tercer Khalifa del movimiento Ahmadiyya, viajó a Londres donde se celebró la conferencia internacional sobre la Liberación de la cruz de Jesús en el Commonwealth Institute de Kensington. A ella asistieron varios eruditos y académicos que presentaron ponencias sobre las circunstancias que rodearon la crucifixión de Jesús, en las que se expuso el punto de vista ahmadiyya sobre la muerte de Jesús. La conferencia de Nasir Ahmad trató el tema de la supervivencia de Jesús de la muerte en la cruz, su viaje a Oriente, la Unidad de Dios y el estatus de Mahoma.
En 2003, el punto de vista de que Roza Bal era la tumba de Jesús fue tratado en un documental de la BBC por Richard Denton, ¿Murió Jesús?. Los posibles viajes de Jesús a la India también se discuten en un documental de 2008 Jesús en la India de Paul Davids.